# Zalutschia pusa
Zalutschia pusa är en tvåvingeart som beskrevs av Ole Anton Saether 1976. Zalutschia pusa ingår i släktet Zalutschia och familjen fjädermyggor.
Artens utbredningsområde är Manitoba. Inga underarter finns listade i Catalogue of Life.